# 팀 부스
티머시 부스(영어: Timothy Booth, 1960년 2월 4일 ~ )는 영국의 싱어송라이터, 배우 그리고 댄서이다. 그는 인디 록 밴드 제임스의 리드 보컬이자 공동 창립자이며, "Sit Down", "Come Home" 그리고 "Laid"를 포함한 여러 히트 싱글을 공동 작곡했다. 배우로서 부스는 2005년 영화 배트맨 비긴즈에서 빅터 재즈를 연기한 것으로 가장 잘 알려져 있다.